# Los Alcarrizos
Los Alcarrizos est une ville de la République dominicaine située dans la province de Santo Domingo.
Sa population est estimée à 183 000 habitants en 2006, et 263 861 habitants en 2012.

## Sources
- (en) Cet article est partiellement ou en totalité issu de l’article de Wikipédia en anglais intitulé « Los Alcarrizos » (voir la liste des auteurs).